# 邦格尔毛
邦格尔毛（Bangarmau）是印度北方邦溫瑙縣的一个城镇。总人口31626（2001年）。

## 人口
该地2001年总人口31626人，其中男性16487人，女性15139人；0—6岁人口5181人，其中男2744人，女2437人；识字率56.10%，其中男性为61.72%，女性为49.98%。